# Ford Taurus
La Ford Taurus è un'autovettura prodotta in tre serie dalla Ford dal 1986 al 2019. La Taurus ha avuto un modello "gemello" prodotto tramite badge engineering, la Mercury Sable.

## Il contesto
Lanciata nel 1986, venne anche prodotta con il marchio Mercury con il nome Sable (1986–2005; 2008–2009) e venne realizzata una versione ad alte prestazioni, la Taurus SHO (1989–1999). La vettura è stata anche la base della prima Lincoln Continental a trazione anteriore del 1988.
La Taurus è stata a trazione anteriore fin dal suo lancio. Per quanto riguarda la categoria di autovetture a cui appartiene, dal 1986 al 2007 era collocabile tra le Vetture Mid-Size, mentre dal 2008 tra le full-size.
La prima serie è stata una pietra miliare del design della Ford e dell'intera industria automobilistica americana, fu un modello influente che portò molte innovazioni nel mercato. Dal 1986 al 2007 vennero costruiti 7.519.919 esemplari, facendo della Taurus la quinta vettura più venduta dalla Ford in Nord America; solo la F-150, la Escort, la Model T e la Mustang vendettero di più. Tra il 1992 e il 1996 è stata l'autovettura più venduta negli Stati Uniti, primato che perse nel 1997 a favore della Toyota Camry.
La Taurus è stata costruita sul pianale DN-5 dal 1986 al 1995, sulla piattaforma DN101 dal 1996 al 1999, sul pianale D186 (che derivava dal DN101) dal 2000 al 2007 e sulla piattaforma D3 dal 2008.
Tra la fine degli anni novanta e i primi anni 2000 le vendite della Taurus declinarono, e la quota di mercato che il modello perse andò ad appannaggio delle vetture mid-size giapponesi. In conseguenza di ciò, la Ford spostò le proprie risorse economiche verso lo sviluppo di SUV. La Taurus fu momentaneamente rimossa dal mercato nel 2006, con l'ultimo esemplare che uscì dalle catene di montaggio il 27 ottobre. La Ford decise di sostituire la Taurus berlina con la full-size Five Hundred e la mid-size Ford Fusion, mentre la Taurus familiare con il crossover SUV Freestyle.
In seguito la Ford ripropose il nome del modello al salone dell'automobile di Chicago del 2007, rinominando la versione aggiornata della Five Hundred e della Freestyle, rispettivamente "2008 Taurus" e "2008 Taurus X. Nel 2008 la casa dell'ovale blu la rilanciò sul mercato, giungendo alla terza generazione. Nel 2010 il modello fu rivisto e ristilizzato.

## Prima serie (1986–1991)
La prima serie della Taurus venne lanciata nel 1986 con grande utilizzo di mezzi pubblicitari e mediatici. Il nuovo modello sostituiva la Ford LTD (la full-size Ford LTD Crown Victoria rimase invece in produzione). Il lancio della vettura fu uno dei più pubblicizzati di sempre, e il motivo risiedeva negli ingenti investimenti che la Ford fece per la sua progettazione. Un'altra causa fu che la Taurus rappresentava uno spartiacque per i modelli della casa automobilistica statunitense. Al tempo del debutto, la Ford produceva principalmente modelli a trazione posteriore, mentre la Chrysler e la General Motors offrivano più modelli a trazione anteriore (dalla fascia media in su), inclusi i modelli Chrysler su pianale K e i modelli Chevrolet su pianale A. Con l'introduzione della Escort e della Tempo, la Ford passò dalla trazione posteriore alla trazione anteriore. La Taurus presentava una linea più arrotondata di quella delle concorrenti, e per questo motivo venne soprannominata jelly belly o “patata volante”; la nuova forma si ispirava all'Audi 5000 (denominazione per il mercato USA dell'Audi 100 terza serie) e alla Ford Tempo. Invece di una griglia, il frontale della Taurus era liscio e con una presa d'aria sotto la calandra. Il design aerodinamico portò a una maggiore efficienza nel consumo di carburante, e ciò permise un più stringente rispetto delle normative CAFE applicate dal Governo degli Stati Uniti. Il successo della Taurus portò a una rivoluzione nell'automotive design statunitense. Infatti, la Chrysler e la General Motors svilupparono modelli aerodinamici per tentare di rincorrere il successo della Taurus.

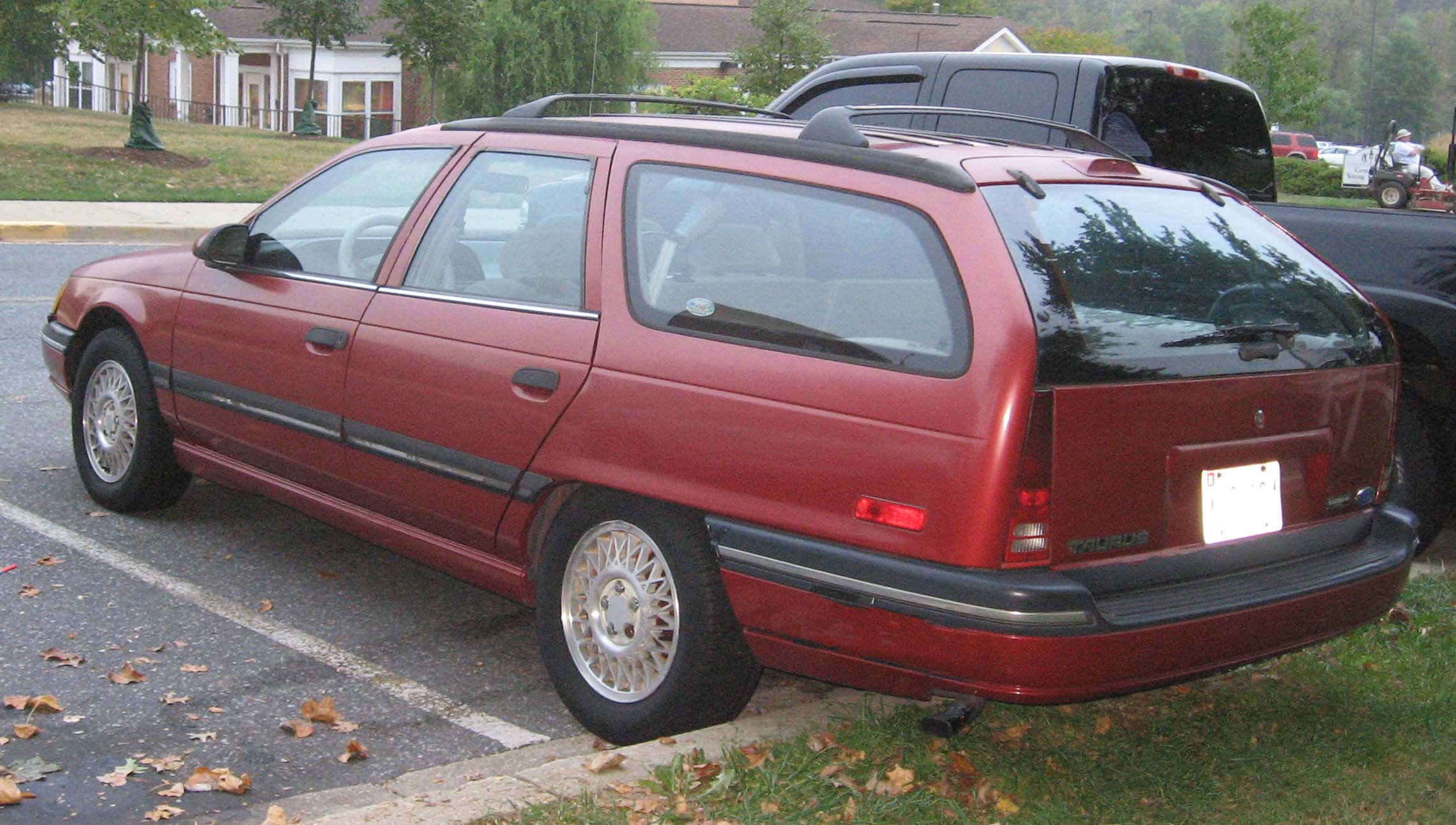
Una Ford Taurus prima serie familiare

La prima generazione era disponibile sia con motore V6 che con propulsore in linea a quattro cilindri, e sia con cambio automatico che con trasmissione manuale. La “gemella”, la Mercury Sable, non fu invece mai offerta con trasmissione manuale. Similmente alla linea esterna, anche gli interni del modello erano all'avanguardia, e molte sue caratteristiche sono ancora usate nel XXI secolo. Gli interni erano infatti ergonomici e tutti i controlli erano studiati per essere riconoscibili con il tatto, permettendo al guidatore di azionare i controlli stessi senza dover togliere lo sguardo dalla strada. Per esempio, gli interruttori dei vetri elettrici e della chiusura centralizzata, erano realizzati in modo tale che metà del pulsante era sporgente, mentre l'altra metà era infossata, e quindi il comando era facilmente riconoscibile dal semplice contatto della mano. Per un motivo analogo, tutti i controlli del cruscotto erano posizionati nella parte centrale dello stesso, così che fossero facilmente raggiungibili dal guidatore. La parte sinistra del gruppo cruscotto-plancia era leggermente rivolta verso il conducente per rendere facilmente accessibili i comandi, e questo dava una sensazione di “cabina di pilotaggio” d'aereo.
Gli interni della Taurus erano altamente personalizzabili per venire incontro alle esigenze del cliente, ed erano disponibili un grande numero di optional, oltre a tre differenti tipi di configurazione. Ciò significava che gli interni delle Taurus potevano essere spartani o lussuosi, a seconda delle scelte dei clienti. Sui modelli con cambio automatico, gli interni erano disponibili in tre differenti configurazioni di sedili. L'equipaggiamento interno dipendeva dalla versione. La versione base, la L, aveva nella dotazione standard solamente la radio AM e i sedili anteriori in tessuto con conformazione a divanetto, mentre la LX, che era la più lussuosa, possedeva un grande numero di opzioni che erano installate di serie.
La prima generazione fu accolta con favore dal pubblico e dalla stampa. Nel 1986 vinse diversi premi, tra cui, i più importanti furono il riconoscimento come “auto dell'anno” dalla rivista Motor Trend, e la nomina nell'elenco delle migliori 10 autovetture del 1986 compilata dalla rivista Car and Driver. Nel 1986 vennero venduti oltre 200.000 esemplari e nel 1989 venne commercializzata la milionesima Taurus. Quando la produzione terminò nel 1991, vennero vendute più di 2.000.000 Taurus.

### Restyling 1992

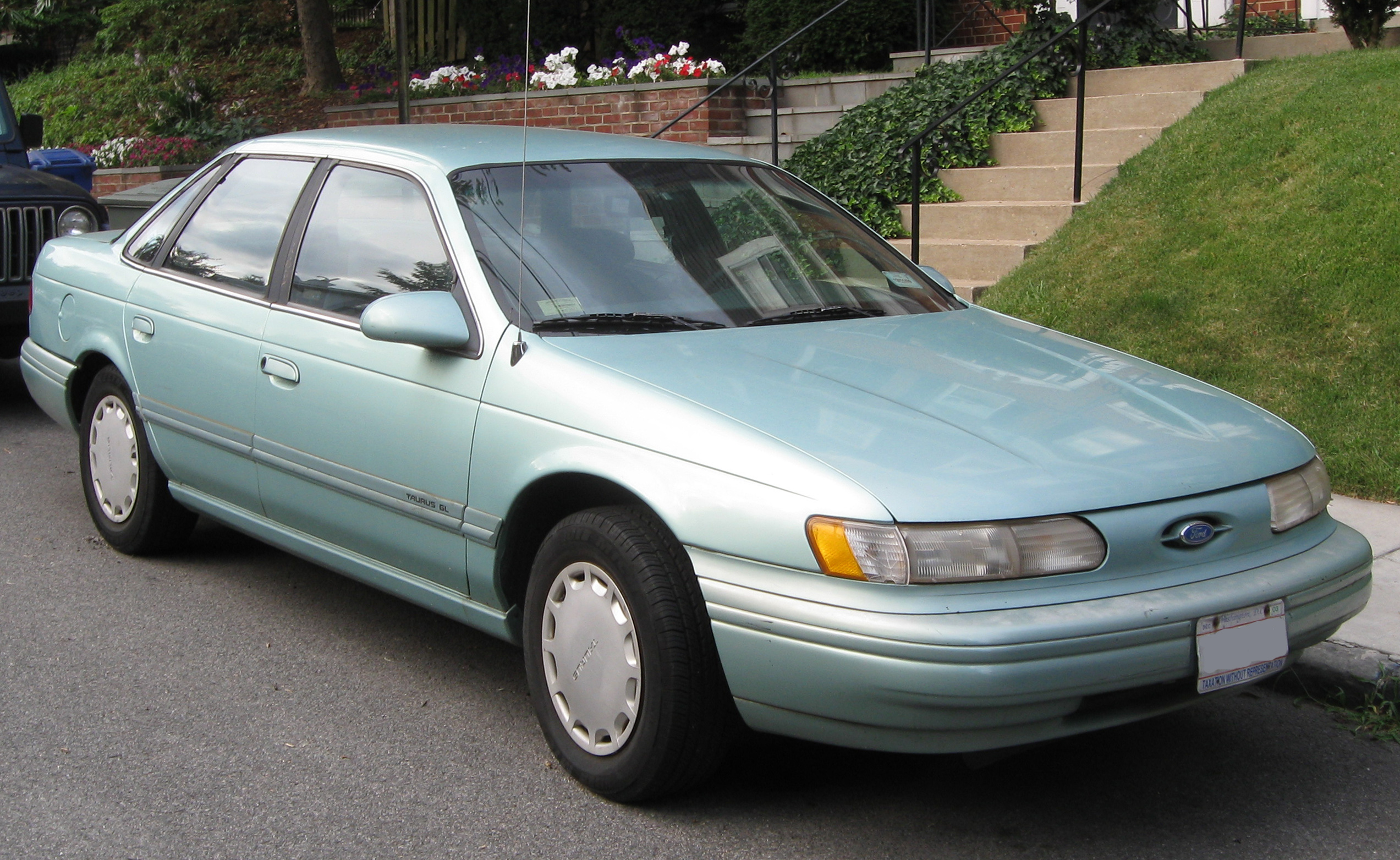
Il restyling del 1992

La vettura fu oggetto di un aggiornamento nel 1992. A questa nuova versione venne meno il cambio manuale e il motore in linea a quattro cilindri, e quindi tutti i modelli (tranne la Taurus SHO, cioè la versione ad alte prestazioni) erano equipaggiate del cambio automatico e di un motore V6. Rispetto a prima, la lunghezza fu aumentata di qualche decina di millimetri e il peso di un centinaio di libbre. Tutti i pannelli della carrozzeria, tranne quelli delle portiere, vennero rivisti e gli interni vennero completamente ridisegnati.
La Taurus ebbe in dotazione un nuovo cruscotto che, come in precedenza, venne studiato per essere ergonomico. Tutti i controlli principali del veicolo erano infatti posizionati sulla parte sinistra del cruscotto stesso, così che fossero facilmente raggiungibili dal guidatore. Come sulla versione precedente, tutti i controlli erano studiati per essere riconoscibili con il tatto e per essere attivati senza che il guidatore togliesse gli occhi dalla strada. Il nuovo cruscotto conteneva anche tre bottoni che vennero posizionati a destra del gruppo indicatori, che permettevano al conducente di controllare la radio senza distrarsi dalla guida. Anche la radio venne rivista, mentre la parte inferiore del cruscotto e il volante furono conservati. Il nuovo cruscotto fu anche riprogettato per contenere l'airbag lato passeggero, che venne offerto per la prima volta su una berlina di normale produzione. Fu offerto come optional dal 1992 e diventò di serie dal 1994, facendo della Taurus la prima automobile di questa categoria ad avere entrambi gli airbag anteriori montati di serie.
Questo aggiornamento vendette bene e diventò l'autovettura più venduta negli Stati Uniti, titolo che conservò fino a quando rimase in commercio. Quando la produzione terminò nel 1995, di questo restyling vennero venduti più di 1.400.000 esemplari.

## Seconda serie (1996-1999)
Nel 1996 venne introdotta la seconda serie (completamente nuova). Questa generazione adottò una linea controversa che venne disegnata da Jack Telnack, il quale dichiarò che era stata concepita per rendere la Taurus stilisticamente “sopra le righe” agli occhi dei potenziali acquirenti, paragonando la vettura a un paio di pantofole. Questa forma era tendenzialmente ovoidale ed era ispirata probabilmente al logo della Ford, mentre la precedente serie possedeva una linea più squadrata. Le Taurus e le Sable familiari avevano in comune gli stessi pannelli, con le portiere che erano le medesime di quelle installate sulle Sable berline. Poiché la nuova generazione della Taurus era indirizzata a una clientela più matura, il suo stile conteneva elementi tipici di modelli di fascia superiore. Per esempio, sull'allestimento LX erano presenti dei cerchi in lega e dei terminali di scarico sdoppiati, che erano offerti entrambi come optional. Questa nuova serie aveva un logo che riportava la dicitura “Taurus”, scritta in corsivo, a differenza quindi delle lettere scritte in modo regolare presenti sulle vetture della precedente generazione. Tale tipo di carattere venne usato anche dalla Fiesta quarta serie sul mercato europeo, la quale possedeva un design curvilineo come la seconda generazione della Taurus.

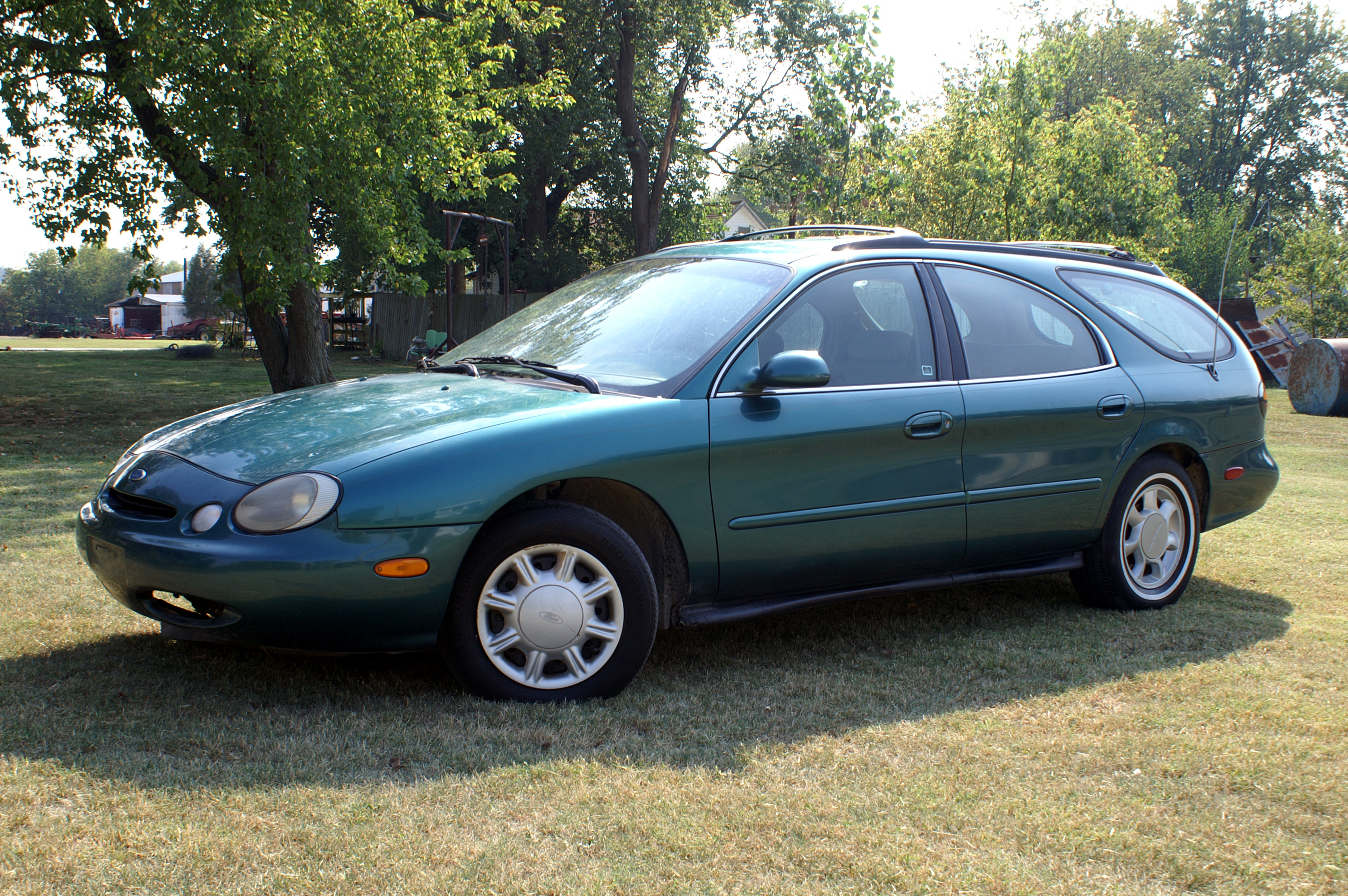
Una Taurus familiare del 1996

Come per la serie precedente, l'allestimento interno venne progettato per essere ergonomico. Il cruscotto era stato concepito per “avvolgere” il guidatore: tutti i controlli principali erano collocati in una posizione facilmente raggiungibile, ed erano stati progettati per essere riconoscibili con il tatto. La radio e i comandi del climatizzatore erano inseriti in un ovale che era collocato al centro del cruscotto e che era chiamato "Integrated Control Panel". Questa parte del cruscotto fu ideata con queste caratteristiche a seguito delle lamentele dei clienti, che reclamarono il difetto di non potere, sulle serie precedenti, utilizzare questi comandi senza togliere lo sguardo dalla strada. Un'altra innovazione fu la consolle "Flip-Fold", che era in dotazione sui modelli con sedili anteriori a divanetto: l'imbottitura del sedile si trasformava in una console con portabicchieri e portalattine, mentre lo schienale poteva ripiegarsi trasformandosi in un bracciolo. Sui modelli con sedili separati, era installata una console centrale tradizionale con leva del cambio sul pavimento.
Le reazioni a questa nuova serie di Taurus furono contrastanti. I clienti erano delusi dalla forma ovale del corpo vettura, anche se la Taurus conservò il primato di auto più venduta negli Stati Uniti grazie alle vendite alle società di autonoleggio; il 51% di tutte le Taurus commercializzate nel 1996 vennero vendute a queste ultime, in contrasto con le Honda Accord e le Toyota Camry, che vennero acquistate principalmente da clienti privati. Nel 1997, la Taurus perse il primato di modello più venduto negli Stati Uniti a favore della Camry. Questa generazione di Taurus fu venduta anche in Australia insieme alla Ford Falcon, prodotta localmente, ma l'importazione della prima terminò nel 1999 a causa delle scarse vendite.

### La partecipazioni alle gare NASCAR
La seconda serie sostituì dal 1997 la Thunderbird nelle gare NASCAR. La Taurus fu la prima berlina che partecipò a queste gare. In totale la vettura vinse tre Winston Cup e due Busch Series.

### Restyling 2000

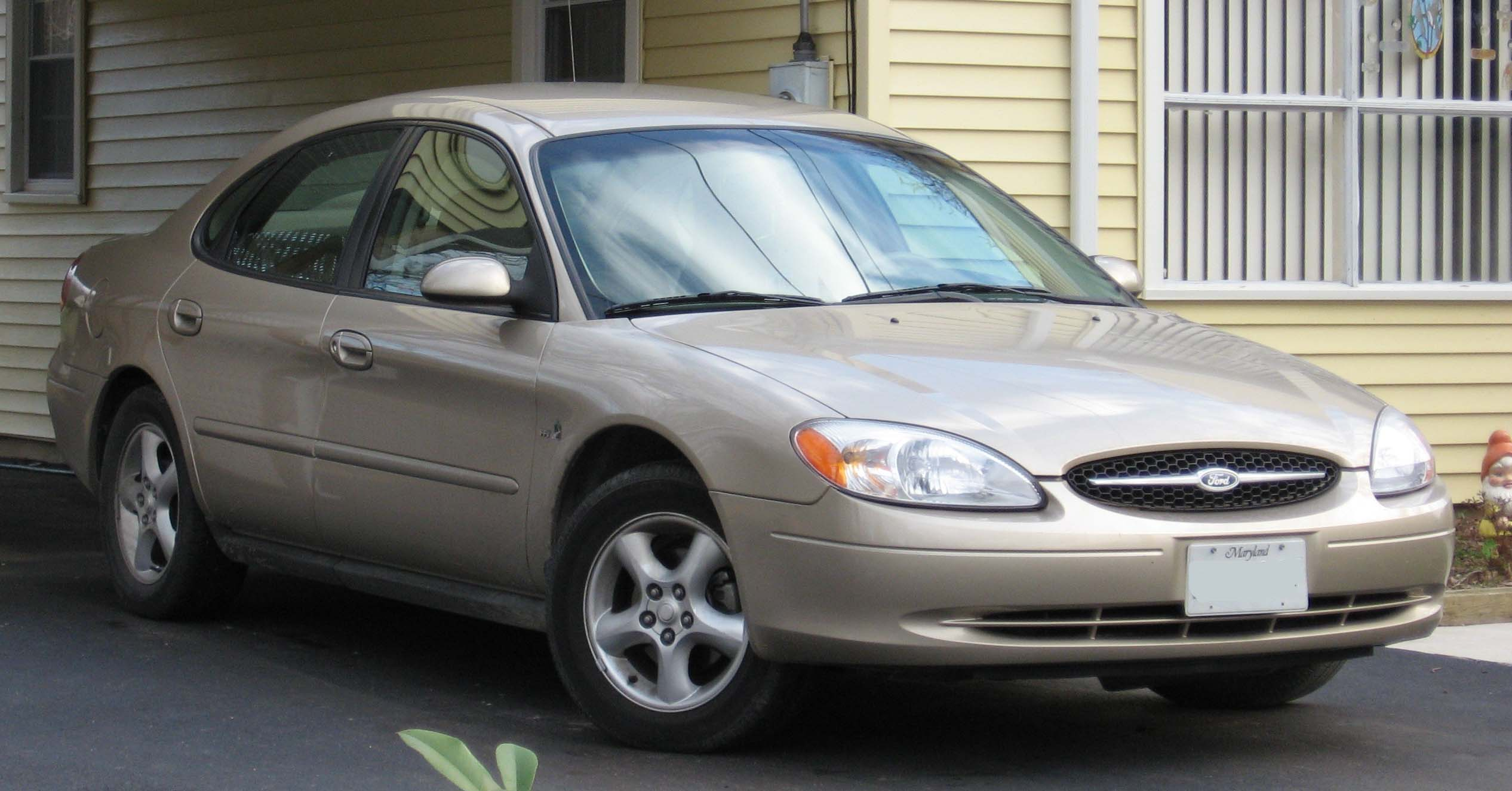
La seconda serie ristilizzata

La Taurus fu oggetto di una nuova revisione nel 2000, che sostituì gli elementi tondeggianti presenti nella serie precedente e rese la linea meno eccentrica. Per ridurre il prezzo e per rendere il modello competitivo, la Ford riuscì ad abbassare i costi del modello, ad esempio prevedendo dei freni a tamburo con ABS (in precedenza, la presenza dell'ABS includeva anche la presenza dei dischi posteriori), l'eliminazione del doppio collettore di scarico sui modelli d'alta gamma e la rimozione di altri componenti.
La Ford progettò il restyling in modo più conservativo per tentare di aumentare le vendite. Il bagagliaio dell'auto venne realizzato con una forma più tradizionale, incrementando così la capacità di altri due piedi cubi. Anche al tetto fu dato un disegno più rialzato per aumentare lo spazio per la testa, questo grazie alla presenza di un montante posteriore più spesso e un'area di maggior estensione tra la sommità delle portiere e quella del tetto.
Gli interni vennero completamente ridisegnati prevedendo una linea più tradizionale, sebbene alcune caratteristiche della serie precedente vennero mantenute. Ad esempio, al cruscotto fu data una forma più squadrata rispetto a quella della precedente serie. Fu mantenuto anche l'"integrated control panel" che venne però rivisto. Ora era più grande e squadrato, e venne installato in una posizione più accentrata. La console centrale estraibile rimase come nella versione precedente, anche se con qualche modifica: durante l'estrazione rimaneva appoggiata al pavimento invece che al cruscotto, e possedeva dei nuovi portabicchieri e dei vani portaoggetti. Un'altra differenza stava nel fatto che il restyling offriva portabicchieri posteriori, sia scorrevoli che ripiegabili, a seconda della console con cui l'auto veniva equipaggiata.
Nel 2004, la Taurus ottenne un piccolo facelift in cui la mascherina ovale anteriore venne sostituita da una più grande e squadrata, mentre le prese d'aria sul paraurti ottennero un disegno differente.

## Il temporaneo ritiro e il rilancio

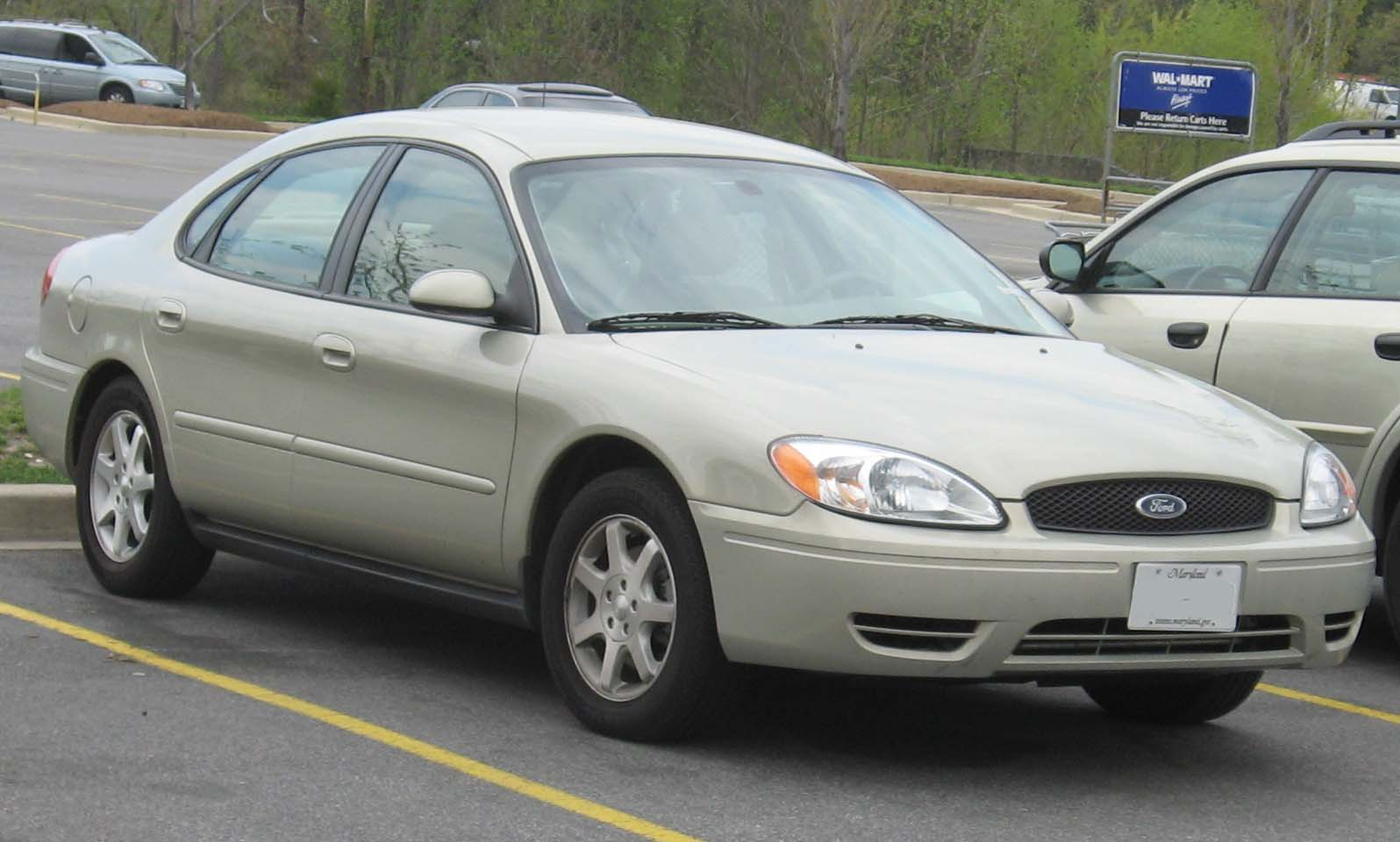
Il facelift del 2004

Le vendite della Taurus calarono vistosamente durante gli ultimi anni di commercializzazione della seconda serie, perdendo consistenti quote di mercato a favore delle berline giapponesi. A causa della popolarità e della domanda calanti, la Ford decise di togliere gradualmente dal mercato la vettura. La produzione della versione familiare terminò l'8 dicembre 2004, mentre quella della berlina finì nel 2006. Il modello venne commercializzato ancora per un anno come auto aziendale, mentre continuò a essere venduta a privati in Canada. La produzione terminò completamente il 27 ottobre 2006, quando la Ford interruppe le attività nello stabilimento di Atlanta nell'ottica del piano di ristrutturazione denominato The Way Forward. L'ultima Taurus mid-size uscì dalle catene di montaggio alle 7 del mattino; questo esemplare era destinato a Samuel Truett Cathy, proprietario della catena di ristorazione Chick-fil-A. Il ristorante di Cathy era situato di fronte allo stabilimento Ford di Atlanta. La fine della produzione non fu commemorata da nessuna cerimonia. La Ford decise di sostituire la Taurus con la full-size Five Hundred e con la mid-size Fusion, mentre la versione familiare con il crossover SUV Freestyle.
La fine della produzione della Taurus fu controversa. Molti credevano che la produzione fosse terminata perché il modello non riusciva più a competere nel mercato delle berline, mentre altri sostennero che il modello, se la Ford avesse voluto, sarebbe stato facilmente salvato. Il sito Internet Autoblog definì la Taurus come “la più grande caduta dalle stelle alle stalle nella storia dell'automobile”, e criticò la Ford per i problemi finanziari che causarono il fallimento del tentativo di tenere il modello competitivo. Queste difficoltà erano causate, secondo tale sito web, dalla focalizzazione unilaterale verso lo sviluppo di autocarri e di SUV da parte della casa automobilistica di Detroit. Il sito web The Truth About Cars pubblicò un editoriale dove veniva criticata la decisione della Ford di abbandonare lo sviluppo della Taurus quando le sue vendite furono principalmente soddisfatte dalle società di autonoleggio.

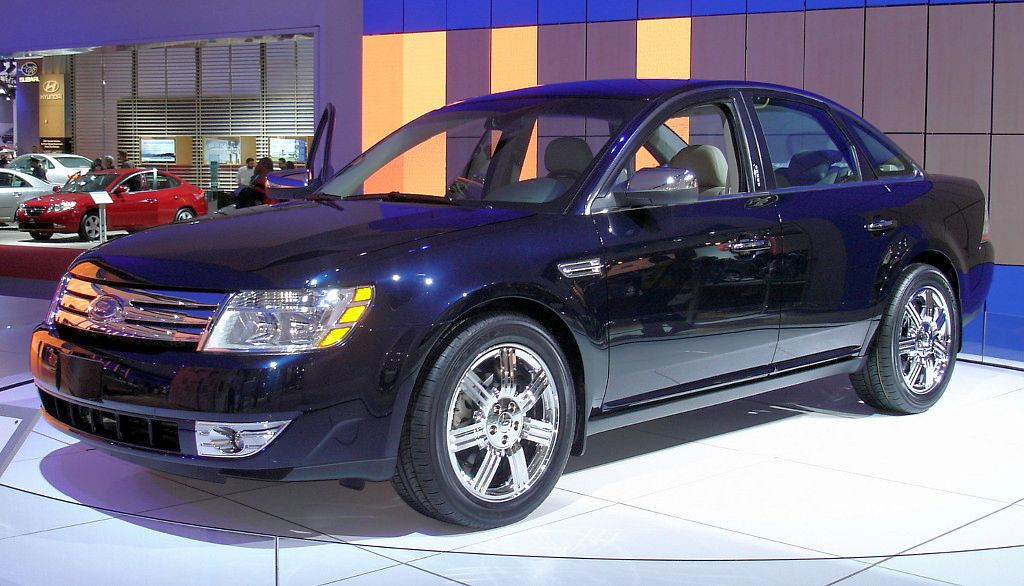
Il prototipo del 2008 della Ford Five Hundred, denominato "Taurus"

Gli addetti ai lavori pensarono che la Ford avesse abbandonato lo sviluppo di un'auto che aveva fatto molto per rivitalizzare la Ford e l'industria statunitense. Il 26 ottobre 2006 un editoriale di USA Today fece notare che le case automobilistiche giapponesi, concorrenti dirette della Ford per la commercializzazione di vetture tipo la Taurus, sviluppavano meglio le proprie vetture, come la Toyota Corolla, che era in produzione dagli anni sessanta, mentre le case costruttrici di Detroit tendevano a puntare sempre su nuovi modelli.
Alan Mulally, il nuovo amministratore delegato della Ford nominato nel 2006, decise di far rivivere il nome Taurus. Intervistato dall'Associated Press dichiarò che, a parer suo, la Ford sbagliò a interrompere la produzione e che la Five Hundred si sarebbe dovuta chiamare “Taurus” già al momento del lancio. Voci di un possibile ritorno del modello furono confermate all'inizio del 2007, quando le versioni riviste della Five Hundred e della Freestyle, che vennero presentate al salone dell'automobile di Chicago dell'anno citato, furono mostrate al pubblico come “Taurus” e “Taurus X”. Questa fu una scelta fortemente voluta da Mulally. Più tardi, il CEO della Ford spiegò che il rilancio del nome fu dettato dalla notorietà del modello e del suo valore di patrimonio di marca.

## Terza serie (2008-2019)
La terza serie fu un profondo aggiornamento della Ford Five Hundred, che Ford decise di chiamare Taurus per avvantaggiarsi della passata notorietà del modello. Questa scelta fu anche determinata dalla strategia di non rinominare i propri modelli con un nome che iniziasse per “F”, come era stato fatto in precedenza con la Focus, la Fusion e la Freestyle, dando alle auto dei nomi più memorizzabili e riconoscibili. Tutto ciò tuttavia, non si rivelò vincente poiché i potenziali clienti negli Stati Uniti vennero

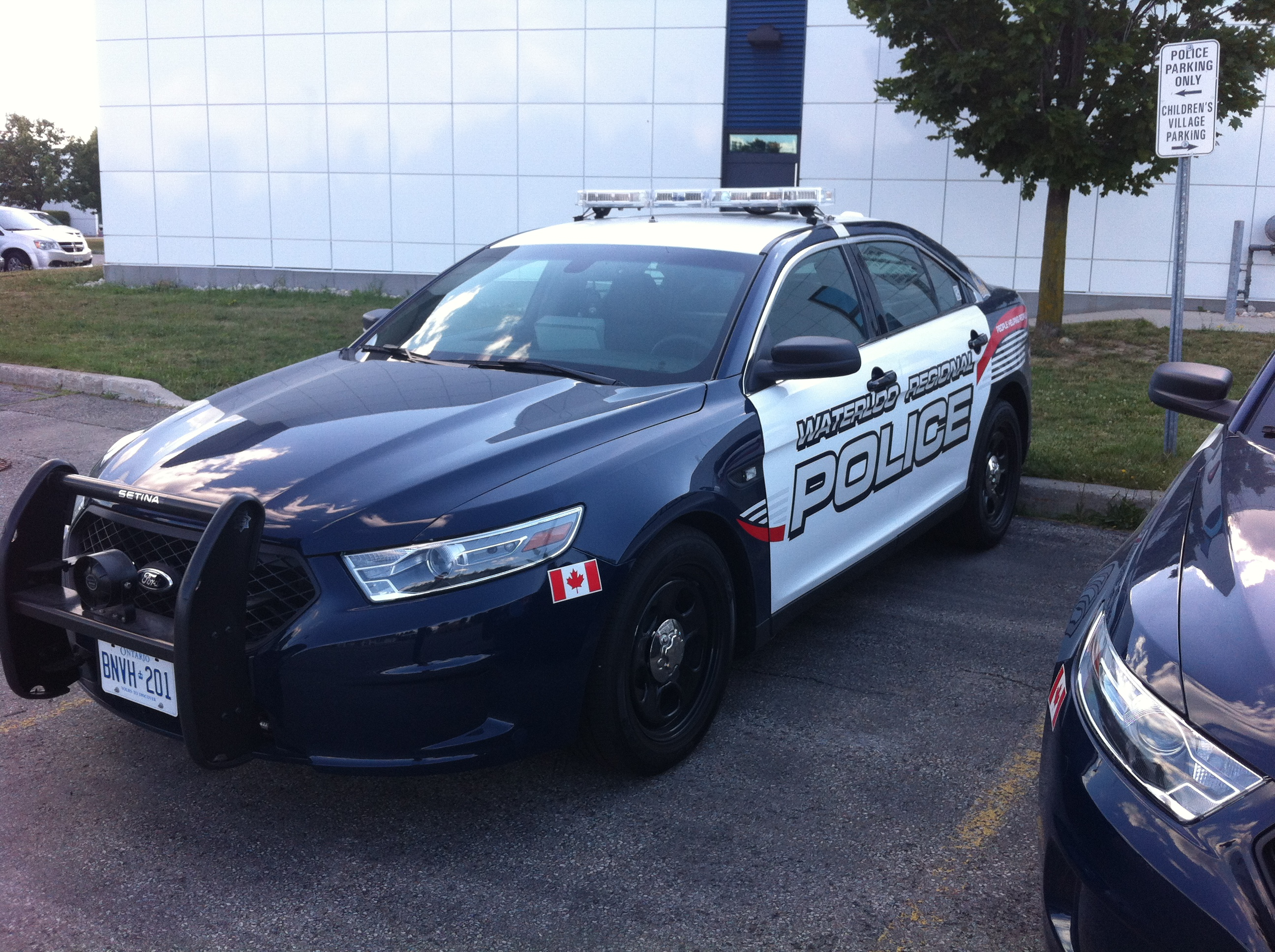
Una Taurus della polizia canadese.

per lo più confusi dai cambiamenti di denominazione. Mulally però, credeva che il nome Taurus fosse caratterizzato da un forte patrimonio di marca e per raggiungere questo status la Five Hundred ci avrebbe impiegato anni.
La vettura entrò in produzione nel 2007 per poi essere venduta nel 2008.
In seguito all'aggiornamento (e al cambio di denominazione), la Five Hundred fu oggetto di più di 500 cambiamenti. Tra questi, vi furono un nuovo frontale e un nuovo motore Duratec 35 V6 da 3,5 L di cilindrata e 263 CV di potenza, che sostituì il precedente V6 Duratec 30 da 3 L e 203 CV. Il cambio continuo ZF-Batavia delle Ford Five Hundred/Freestyle, che aveva un valore di coppia massima di 300 N•m, fu sostituito da un cambio automatico a sei rapporti, che rimpiazzò anche un'analoga trasmissione dell'Aisin Seiki che era usata sulle Five Hundred e sulle Montego. La gemella della Taurus berlina, la Mercury Sable, fu resuscitata partendo dalla base della Mercury Montego. Per il model year 2009, la Ford resuscitò l'allestimento SE in vendita a 24.125 dollari, ponendolo come base.

### Restyling 2010

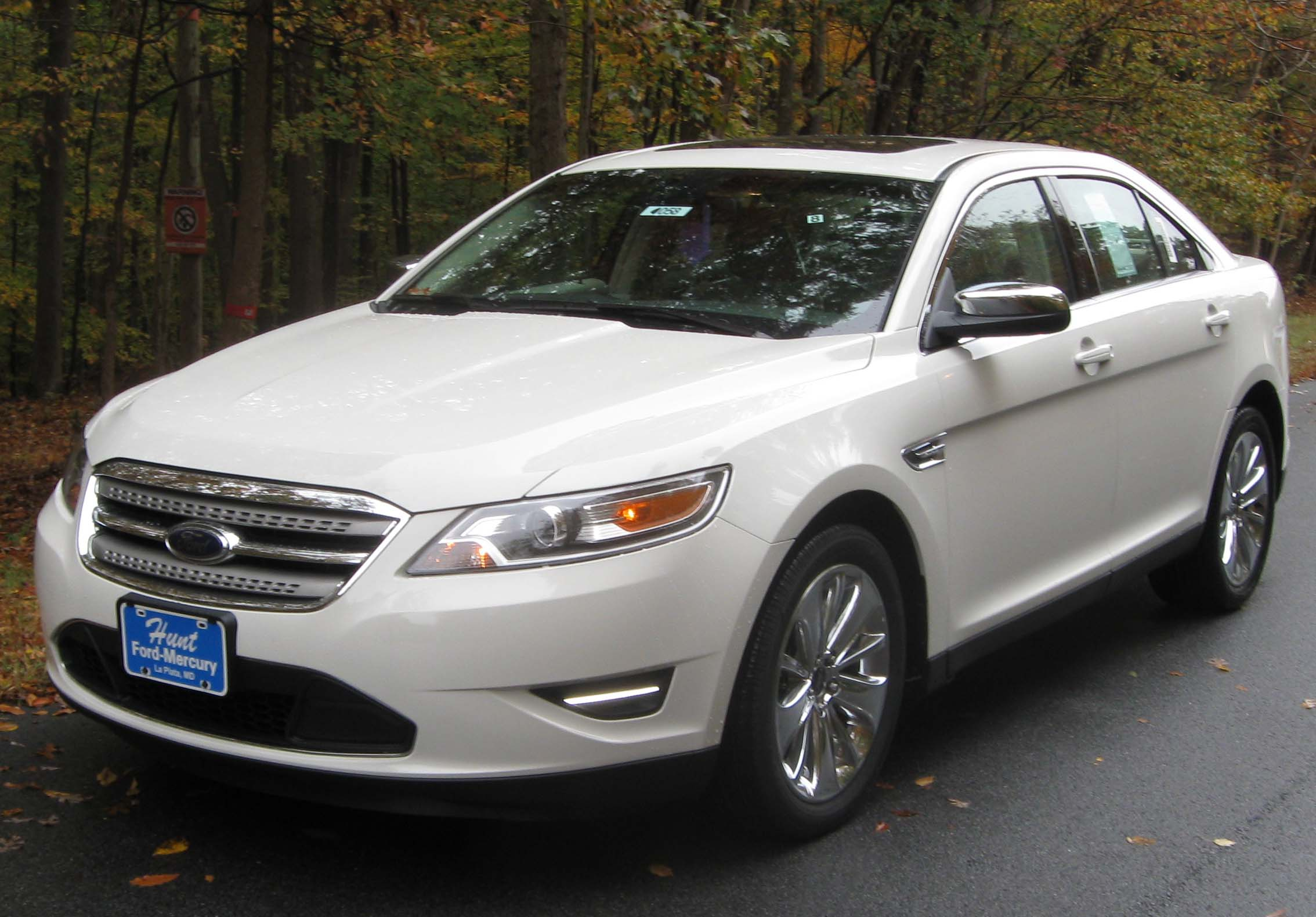
Una Taurus del 2010

Il restyling venne rivelato al pubblico al salone dell'automobile di Detroit nel 2009, mentre l'anteprima per la stampa venne organizzata ad Asheville, Carolina del Nord, dal 15 al 19 giugno 2009.
La Taurus totalizzò un alto punteggio nei test di guida, soprattutto grazie al suo equipaggiamento. Alcune di queste caratteristiche che contribuirono al successo nelle prove furono le quattro ruote motrici, il segnalatore di incroci, l'allarme di collisione, la gestione degli angoli ciechi e il cruise control adattativo. Il modello è stato comunque criticato per la mancanza di spazio e la visuale ridotta, nonostante le considerevoli dimensioni esterne. Ad esempio la serie della Honda Accord, che compete con questa generazione della Taurus, possiede doti di guida superiori, un design più ergonomico e offre più spazio interno rispetto a quanto si può trovare nella vettura Ford, nonostante sia più piccola.
All'epoca del lancio, il prezzo della versione base SE era di 25.995 dollari. L'allestimento intermedio, il SEL, era venduto a 27.995 dollari, mentre la versione top, la Limited, a 31.995 dollari
La Taurus SHO, messa nuovamente sul mercato nell'agosto del 2009, fu la versione ad alte prestazioni. Tale modello fu mosso dal nuovo motore V6 EcoBoost da 3,5 L di cilindrata, biturbo, con iniezione diretta e in grado di erogare 365 CV di potenza e 470 N•m di coppia. Il motore EcoBoost raggiunse gli stessi consumi di carburante del propulsore V6 base. L'equipaggiamento consisteva di quattro ruote motrici, un cambio automatico a sei velocità e numerosi cambiamenti nell'allestimento interno ed esterno. Venne realizzato anche un pacchetto per prestazioni ancora più elevate, con pastiglie dei freni maggiorate, un rapporto finale 3,16:1 (comparato al 2,77:1 della versione normale), il servosterzo elettronico, delle sospensioni irrigidite, l'ESC con settaggio sportivo e degli pneumatici speciali. Alcuni optional non vennero inglobati dal pacchetto, come il tetto elettrico, i sedili riscaldati/refrigerati, i sensori delle luci e della pioggia, il cruise control adattativo settabile, i pedali regolabili, il sistema informativo sugli angoli ciechi e il navigatore satellitare.

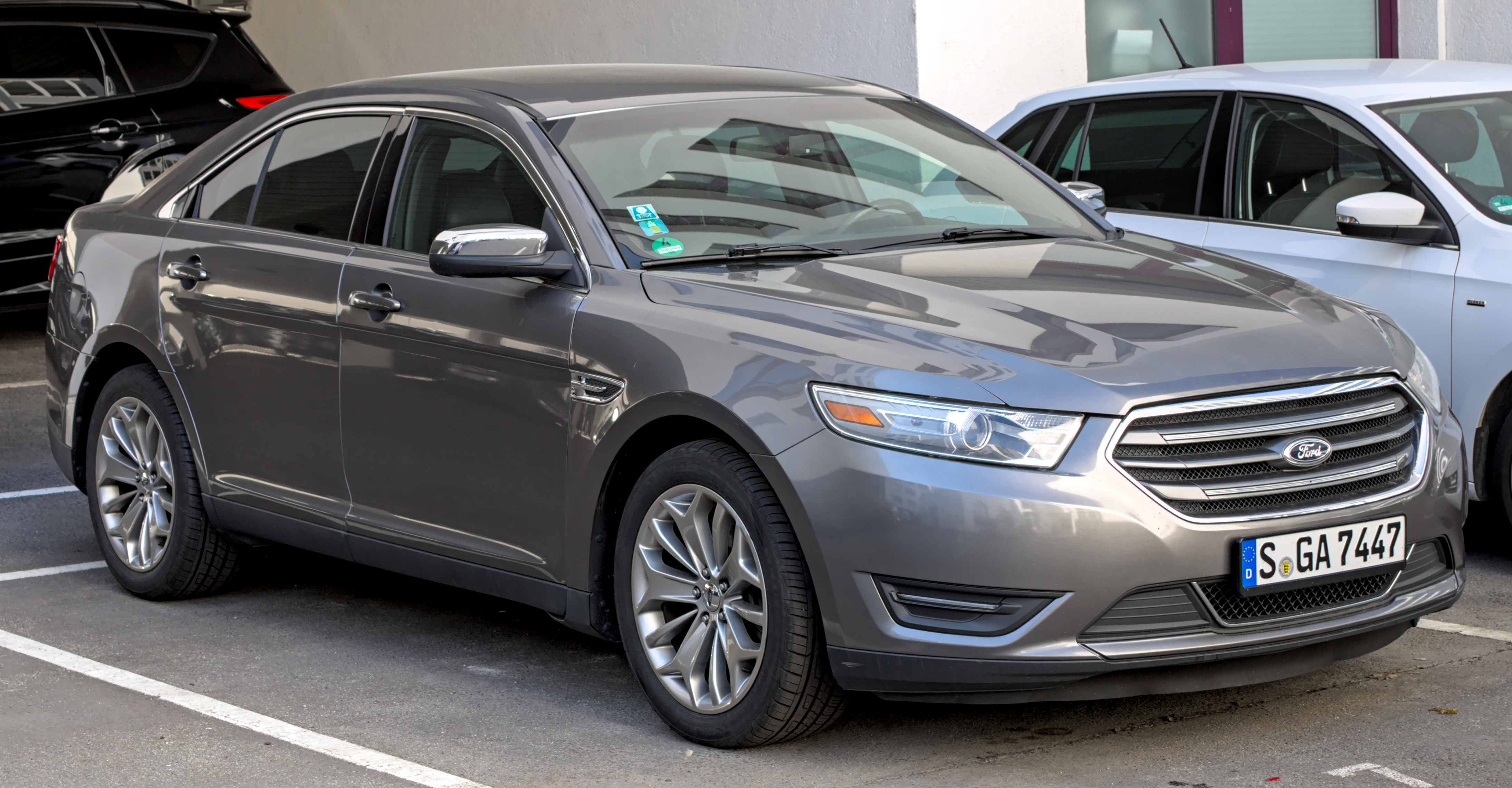
Una Taurus del 2013

Nel 2011 venne svelato al salone dell'automobile di New York il secondo restyling. Nello stesso anno è stata annunciata la creazione della Ford Taurus Interceptor, versione che sarà chiamata a sostituire la Ford Crown Victoria nel parco veicoli dei vari dipartimenti di polizia statunitensi. Questa versione era dotata di propulsore V8 4.6 dalla potenza di 250 cv e con coppia di 402 Nm. Oltre ai vari equipaggiamenti di norma delle autopattuglie integra anche un sistema antincendio e una blindatura supplementare sulle portiere anteriori.

## La Mercury Sable

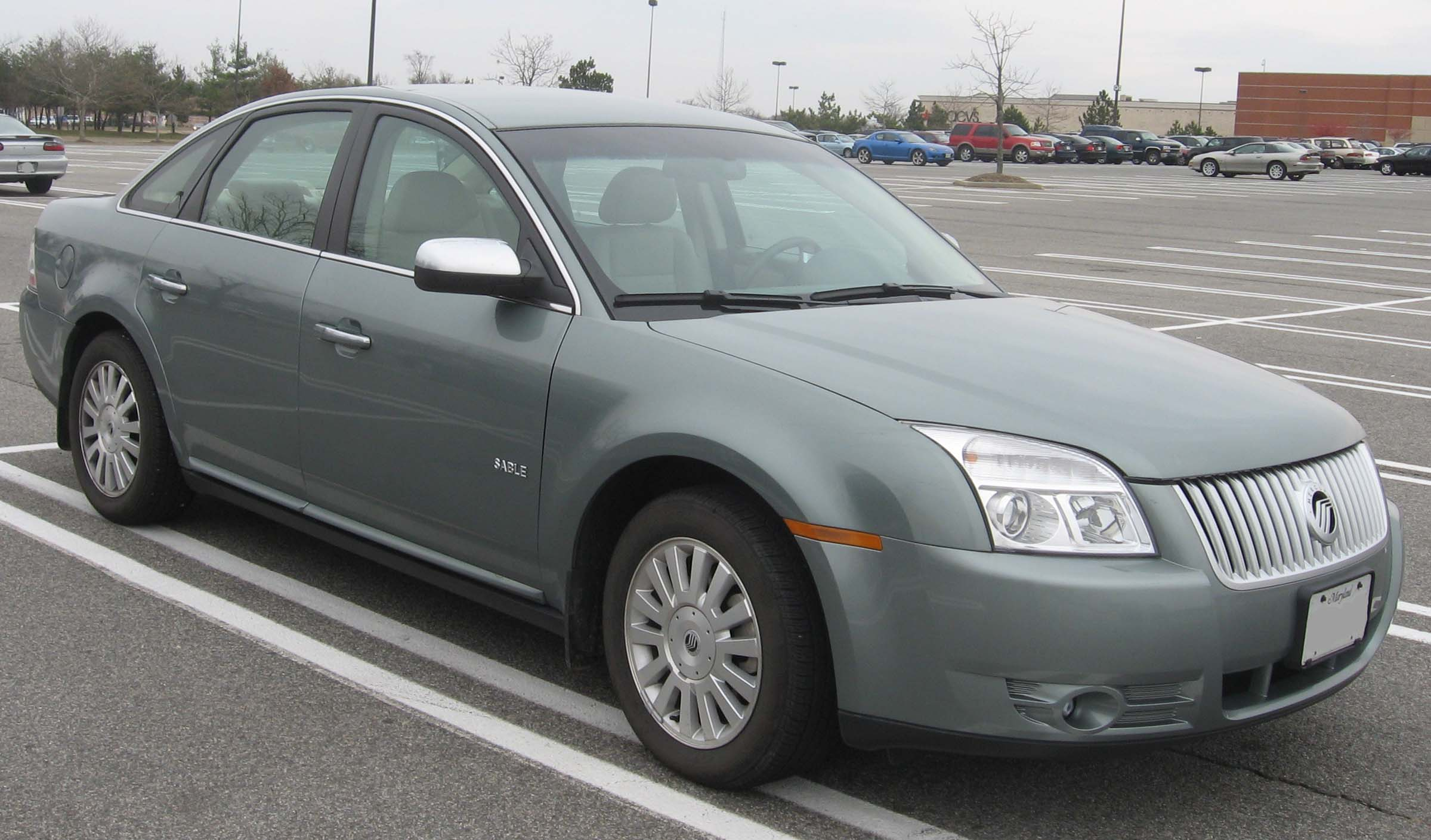
Una Mercury Sable del 2008

La Mercury Sable era la versione ottenuta tramite badge engineering della Ford Taurus. Le due vetture si differenziavano da alcuni particolari estetici. La Sable è stata prodotta dal 1985 al 2005 e dal 2007 al 2009.
La Sable è stata oggetto di un facelift nel 1992 e di un restyling nel 1996. Lo stile introdotto nel 1996 perdurò fino al 2005, anche se nel 2000 il modello fu oggetto di un importante restyling. La Sable prodotta dal 2007 al 2009 era però, sostanzialmente, una versione modificata della Mercury Montego. La Sable uscì poi definitivamente di produzione a causa delle vendite sotto le aspettative.